# Schmaranzalm
Die Schmaranzalm ist eine Alm in der Marktgemeinde Bad Hofgastein im österreichischen Bundesland Salzburg.

## Lage und Charakteristik
Die Schmaranzalm liegt an den südlichen Hängen der Schwarzwand in der Goldberggruppe. Sie befindet sich in der Ortschaft Wieden und in der gleichnamigen Katastralgemeinde Wieden. Sie ist dem Schmaranzgut in Wieden zugehörig. Auf die Alm führt eine auch als Wanderweg genutzte Straße.

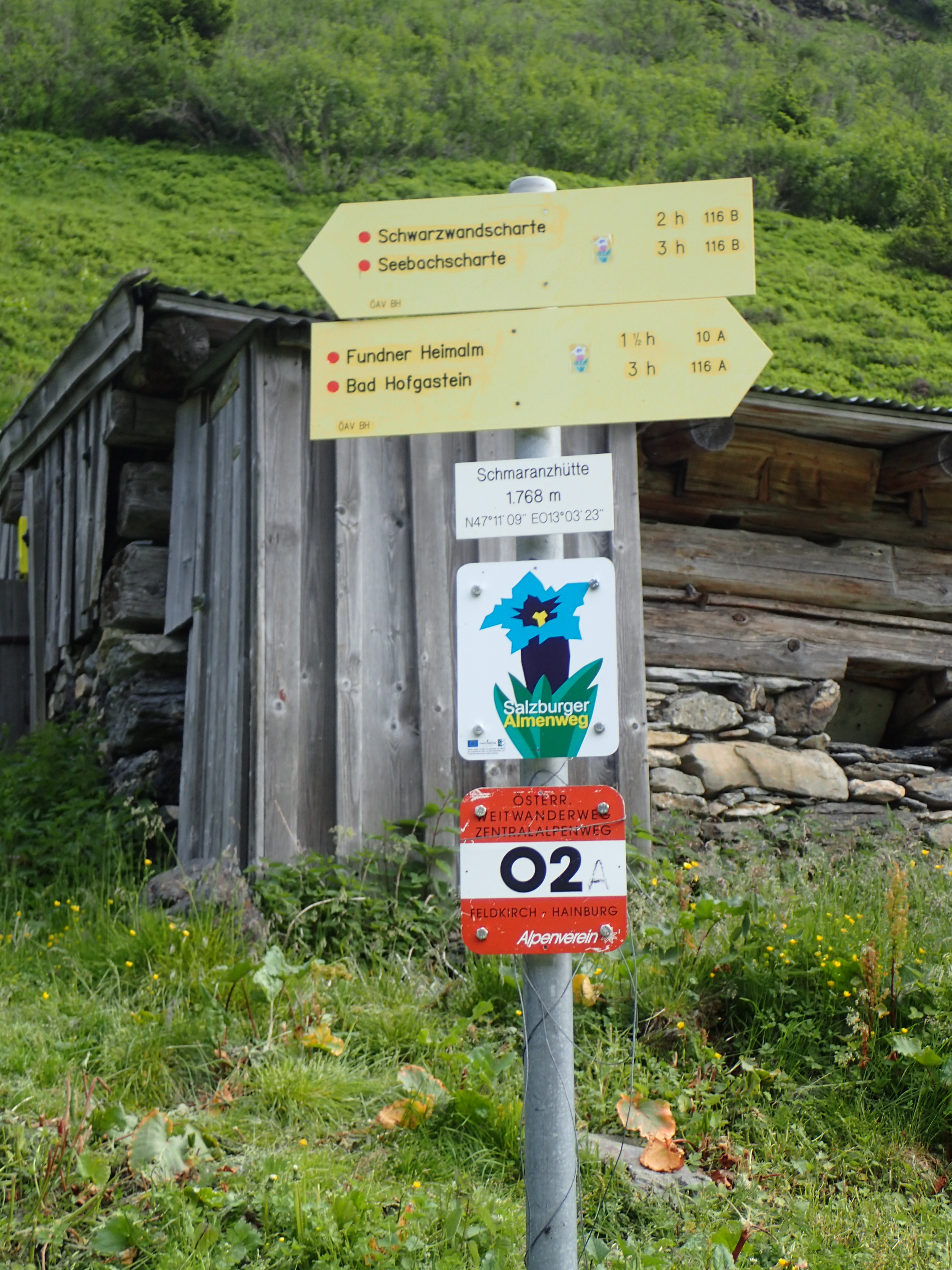
Wanderwegweiser bei der Schmaranzhütte

Im Sommer wird auf der Schmaranzalm nach wie vor Vieh gehalten. Eine Almhütte, die Schmaranzhütte, steht auf einer Höhe von 1768 m ü. A. Sie wird im Sommer als Jausenstation bewirtschaftet. Hier gibt es eine Stempelstelle für Wandernadeln des Österreichischen Alpenvereins.
Im Süden der Schamaranzalm fließt der Wiedner Almbach. Nördlich der Almhütte erstrecken sich ein Grünerlen-Buschwald und die Gamswild-Ruhezone Schwarzwand, die von 1. Dezember bis 31. Mai nicht betreten werden darf. Am Bach im Südwesten liegen ein Kalk-Niedermoor und ein naturnaher Tümpel.

## Geschichte
Im von 1823 bis 1830 erstellten Franziszeischen Kataster ist ein Gebäude unweit der heutigen Almhütte verzeichnet. Später wurde eine etwas höher gelegene Almhütte errichtet. Nachdem diese verfallen war, wurde sie 1947 neu erbaut. Die Schmaranzhütte bekam danach noch einmal ein neues Schindeldach.